# Vumbu
Vumbu (auch Yivoumbou) ist eine Bantusprache und wird von circa 2460 Menschen in Gabun gesprochen (Zensus 2000). 
Sie ist in der Provinz Ngounié westlich von Mouila verbreitet.

## Klassifikation
Vumbu ist eine Nordwest-Bantusprache und gehört zur Sira-Gruppe, die als Guthrie-Zone B40 klassifiziert wird. Vumbu ist mit der Sprache Yipunu verwandt.